# Blepharucha
Blepharucha é um gênero de mariposa pertencente à família Crambidae.